# Геркулесові стовпи

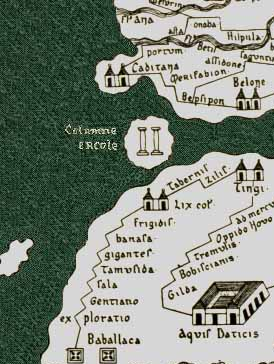
Імовірний вид втраченої західної частини Пейтінгерової таблиці, на якій показані Геркулесові стовпи (Columne Ercole)

36°00′ пн. ш. 5°21′ зх. д. / 36° пн. ш. 5.35° зх. д.
Геркулесові стовпи (лат. Columnae Herculis) — назва, що використовувалася в Античності для позначення морського проходу між Африкою та Іспанією, а також загалом — західного краю дослідженого світу.

## Історія
Першими з великих мореплавців давнини цим проходом скористалися фінікійці. У 80-і роки XII ст. до н. е. на південному узбережжі острова Котінуса вони збудували храм Мелькарта. За близькосхідною традицією вхід до святилища прикрашали дві величні колони. Виготовлені з бронзи, вони справляли неабияке враження на сучасників. Самі фінікійці звикли позначати найзахідніші свої мандрівки, як подорожі до «стовпів Мелькарта» і далі.
Давні греки ототожнювали Мелькарта з Гераклом. Але їхні уявлення про географію Західного Середземномор'я не відзначалися точністю, тож назву «стовпів Геракла» вони перенесли на Гібралтарську протоку між Іспанією і Африкою. Згодом виник цикл міфів про західні мандри Геракла, зокрема про викрадення героєм корів велетня Геріона. Зі слів Страбона, який цитував Піндара, випливає, що під час своєї подорожі на захід Геракл зазначив найдальшу точку свого маршруту. Ця точка для мореплавців в античну епоху служила за своєрідний кордон, тому в переносному сенсі «Гераклові стовпи» (у римському варіанті — «Геркулесові стовпи») — це край світу, межа світу, а вираз «дійти до геркулесових стовпів» означає «дійти до межі».

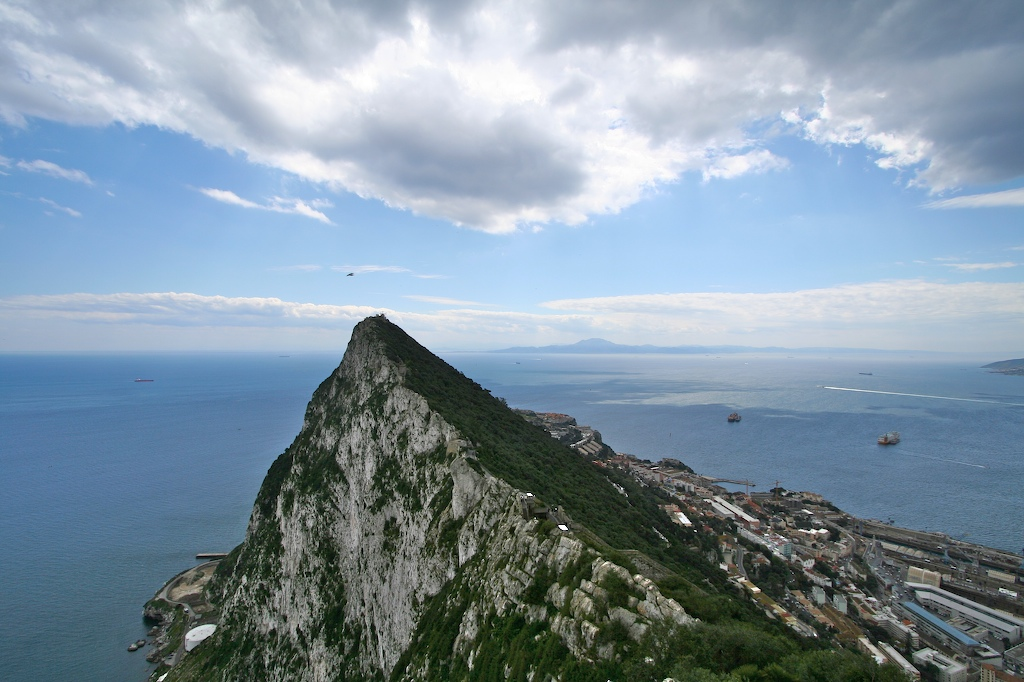
Геркулесові стовпи — Гібралтарська скеля (на передньому плані) і гори Північної Африки (на задньому)

Деякі римські джерела стверджували, що коли на шляху в Геракла постали Атлаські гори, він не став підійматися на них, а пробив собі шлях наскрізь і таким чином проклав Гібралтарську протоку та з'єднав Середземне море з Атлантичним океаном. Дві гори, що утворилися на берегах протоки, стали іменуватися ім'ям героя. Натомість Діодор Сицилійський стверджував, що Геракл не пробив перешийок, а навпаки, звузив вже існуючий канал, щоб чудовиська з океану не могли потрапити до Середземного моря.
Коли греки таки дісталися Гібралтарської протоки і не знайшли жодних знаків, встановлених Гераклом, під «стовпами» почали розуміти висоти, які обрамляють вхід до Гібралтарської протоки. Північна скеля (з боку Європи) — це Гібралтарська скеля (перебуває у володінні Великої Британії Гібралтар), а південним стовпом (з боку Північної Африки) виступає або гора Джебель-Муса в Марокко, або гора Абіла, що розташована поруч з Сеутою.
Згодом на Гібралтарській скелі та скелі Абіла, були навіть встановлені дві статуї на високих колонах, що утворювали своєрідну браму з Середземного моря в Атлантику. Але 711 року арабський полководець Тарік ібн Зіяд, який на чолі великої армії переплив Гібралтарську протоку, велів «на славу Аллаха» зруйнувати статуї разом з колонами.
Після Реконкісти дві колони — як символ Геркулесових стовпів — прикрасили герб Іспанії.
Зображення герба містилося на іспанських монетах, зокрема й доларах (так у колоніальній Америці називали срібну монету у 8 реалів). Коли уряд США запровадив власну валюту у 1785 р., то основою став саме долар. А схематичне зображення Геркулесових стовпів, оповитих стрічкою згодом трансформувалося у символ долара ($).
Давньогрецький історик Геродот у 400-х роках до нашої ери засвідчив, що Геркулесові стовпи існували в Україні на річці Дніпро поблизу остова Хортиця.

## Згадки в творах культури

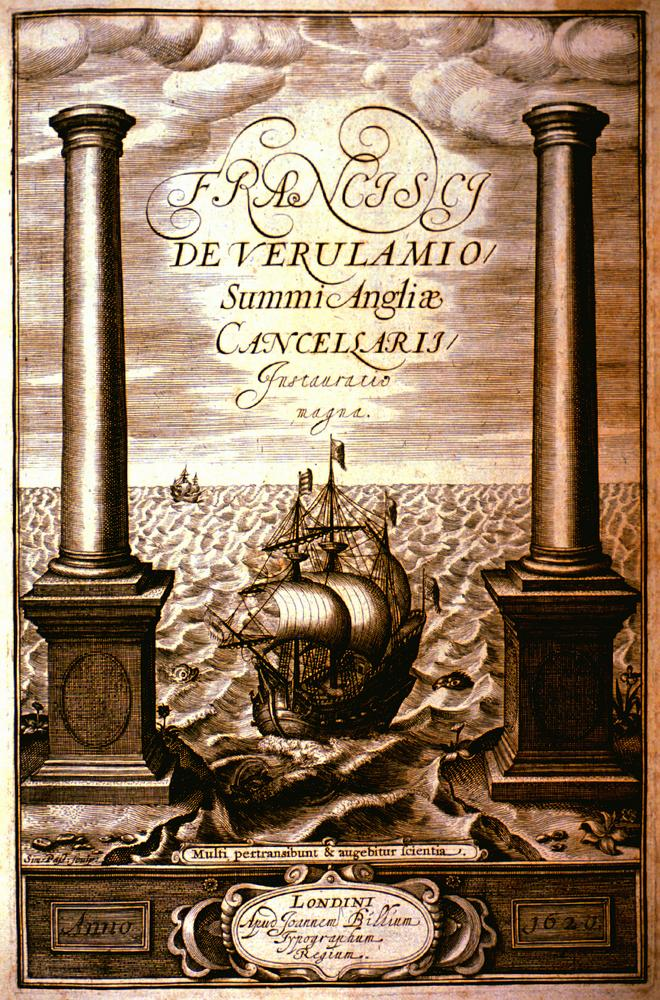
Титульний аркуш Instauratio Magna Френсіса Бекона

Мотив Геркулесових стовпів мав і досі має широке поширення в літературі й культурі загалом.
Англійський філософ епохи Відродження Френсіс Бекон використав цей образ у своїй праці «Instauratio magna». Геркулесові стовпи символізують тут свідоме подолання межі знань античності й середньовіччя. «Багато хто пройде далі й знання науки множитимуться», написано у підзаголовку титульного аркуша.
У XXVI розділі «Пекла» «Божественної комедії» Данте Аліґ'єрі згадує подорож Одіссея до Геркулесових стовпів.

## Символіка

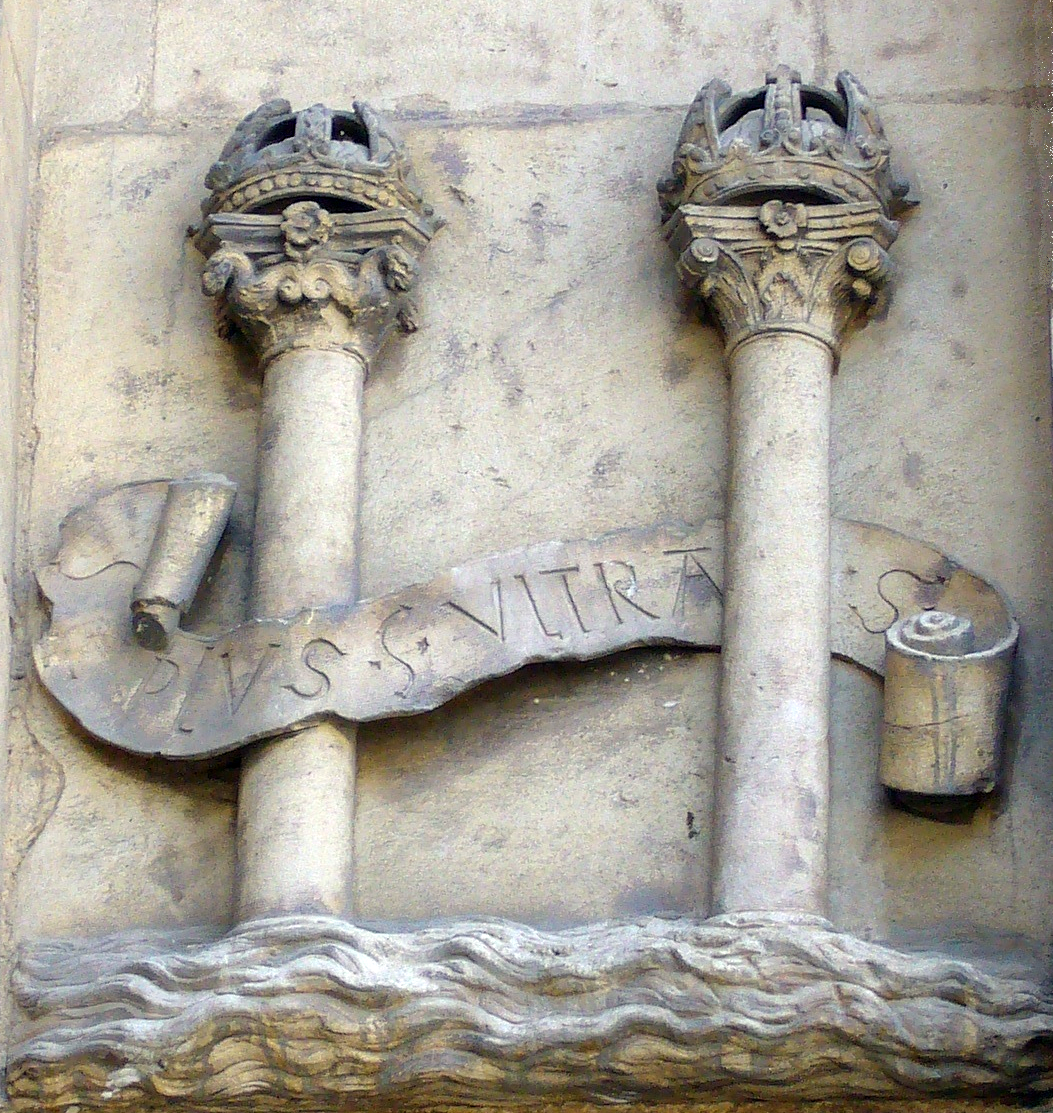
Емблема імператора Карла V в міському залі Севільї.
Герб Іспанії з двома колонами.
Герб Кадіса
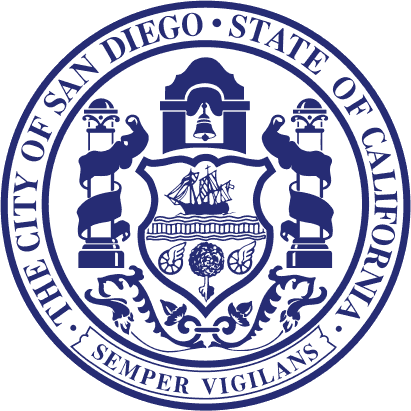
Печатка міста Сан-Дієго (Каліфорнія) (Каліфорнія)
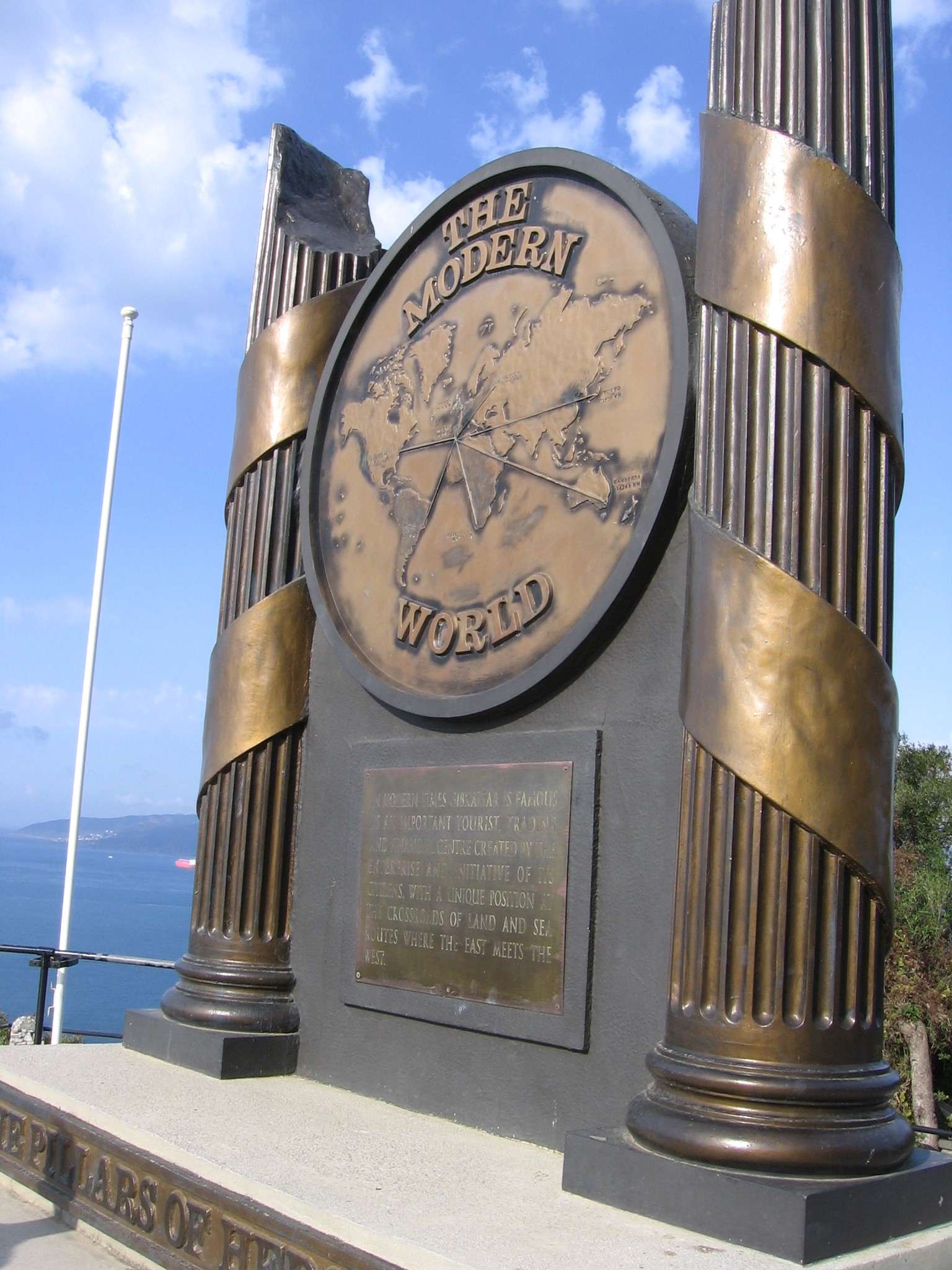
border